# 2019 en sports équestres
| Années des sports équestres : 2016 - 2017 - 2018 - 2019 - 2020 - 2021 - 2022    |
| Décennies des sports équestres : 1980 - 1990 - 2000 - 2010 - 2020 - 2030 - 2040 |

Cet article présente les faits marquants de l'année 2019 en sports équestres.

## Événements

### Janvier
- 16 janvier au 20 janvier 2019 : 34e édition du salon Cheval Passion[1].

### Juillet
- 26 juillet au 29 juillet 2019 : à l'issue de la dernière étape à Hickstead, la Suède remporte la coupe des nations de dressage 2019[2].

### Août
- 19 au 25 août 2019 : championnats d'Europe de dressage et de saut d'obstacles 2019 à Rotterdam, aux Pays-Bas.

### Octobre
- 3 au 6 octobre 2019 : l'Irlande remporte la finale de la coupe des nations de saut d'obstacles 2019 à Barcelone, en Espagne[3].